# Borodaiivski Hutorî, Verhnodniprovsk
Borodaiivski Hutorî (în ucraineană Бородаївські Хутори) este un sat în comuna Zaricicea din raionul Verhnodniprovsk, regiunea Dnipropetrovsk, Ucraina.

## Demografie
Componența lingvistică a localității Borodaiivski Hutorî
     Ucraineană (94,19%)
     Rusă (5,81%)
Conform recensământului din 2001, majoritatea populației localității Borodaiivski Hutorî era vorbitoare de ucraineană (94,19%), existând în minoritate și vorbitori de rusă (5,81%).